# Бьенеме, Ирене-Жюль
Ирене́-Жюль Бьенеме́ (Irénée-Jules Bienaymé, 1796—1878) — французский статистик и администратор.

## Биография
Пробыв год в политехнической школе, поступил в министерство финансов и здесь дослужился до главного инспектора. Обладая громадными способностями, поочередно занимался почти всеми отраслями человеческих знаний, с особенной же любовью теорией вероятностей и приложением её к финансовым наукам. В 1852 году он был избран членом академии наук.

## Труды
- «De la durée de la vie depuis le commencement du XIX siècle» («Annales d’hygiène», 1835);
- «Probabilité des erreurs dans la méthode des moindres carrés» (Париж, 1852);
- «Remarques sur les differences qui distinguent l’interpolation de Cauchy de la méthode des moindres carrés» (Париж, 1853);
- «Considérations à l’appui de la découverte de Laplace» (Париж, 1853);
- «Sur les fractions continues de M. Tchebychef» (Париж, 1858).